# ビッグマウス (2017年のテレビアニメ)
『ビッグマウス』（原題：Big Mouth）は、Netflix製作のテレビアニメ番組で、Netflixオリジナル・シリーズである。
本作は思春期における性や人間関係を主題としている。
原作者のニック・クロールは、作中で思春期の登場人物が生理を経験したり、自慰をする場面が多いと述べ、行為や生理現象そのもの以上に、その時の当事者の感情に焦点を当てようとしているとインタビューの中で説明している。
2022年3月18日からは『ヒューマン・リソース・モンスターズ』というスピンオフアニメが配信された。

## キャストとキャラクター
※括弧内は日本語吹替声優。

### メイン
アンドリュー
声：ジョン・ムレイニー（三瓶雄樹）
本作の主人公の一人。
ニック
声：ニック・クロール（丸山智行）
アンドリューの親友。
ジェシー
声：ジェシー・クライン（伊藤亜祐美）
ミッシー
声：ジェニー・スレート（第1シーズン～第4シーズン）→アヨ・エデビリ（第4シーズン以降）/（木村涼香 ）
卑猥な二次創作の制作にのめりこむ少女。
ホルモンくん
声：ニック・クロール（東和良）
アンドリューの元に現れた、思春期の欲望を具現化した存在。
ホルモンちゃん
声：マーヤ・ルドルフ（岡本嘉子）
ジェシーの元に現れた、思春期の欲望を具現化した存在。
スティーヴ
声：ニック・クロール
デューク・エリントンの幽霊
声：ジョーダン・ピール

## エピソード

### シーズン1（2017）
| #  | サブタイトル           | 原題             |
| -- | ---------------------- | ---------------- |
| 1  | イキたくて             | Ejaculation      |
| 2  | みんな血だらけ         | Everybody Bleeds |
| 3  | ゲイかも？             | Am I Gay?        |
| 4  | お泊まり会で感情爆発   |                  |
| 5  | 女子だってムラムラ     |                  |
| 6  | ピローとトーク         |                  |
| 7  | 夢精のなせる業         |                  |
| 8  | 頭押し                 |                  |
| 9  | サイテーのバト・ミツバ |                  |
| 10 | ポルノスケープ         |                  |

### シーズン2（2018）
| #        | サブタイトル               | 原題 |
| -------- | -------------------------- | ---- |
| 1（11）  | これって僕だけ？           |      |
| 2（12）  | おっぱいで大騒き           |      |
| 3（13）  | 恥色の魔法使い             |      |
| 4（14）  | スティーブ・ザ・ヴァージン |      |
| 5（15）  | 家族計画                   |      |
| 6（16）  | ドラッグ仲間               |      |
| 7（17）  | ガイ・タウン               |      |
| 8（18）  | おっぱいの狂気             |      |
| 9（19）  | チューか告白か             |      |
| 10（20） | 思春期部門                 |      |

### シーズン3（2019）
| #        | サブタイトル           | 原題 |
| -------- | ---------------------- | ---- |
| 1（21）  | 空回りのバレンタイン   |      |
| 2（22）  | 女子だってイライラ     |      |
| 3（23）  | セルシー               |      |
| 4（24）  | 寝ても覚めても         |      |
| 5（25）  | いざフロリダ           |      |
| 6（26）  | イッてみたい           |      |
| 7（27）  | デュークの思春期       |      |
| 8（28）  | ランキング             |      |
| 9（29）  | アブナイ試験対策       |      |
| 10（30） | スクールミュージカル！ |      |
| 11（31） | スーパーヒーロー大戦   |      |

## 製作

### キャスト変更
2020年ごろより、「白人声優が有色人種を演じるのは不適切である」という考えがアニメ業界に広まり、本作でも有色人種のキャラクターを演じていた白人の女性声優ジェニー・スレートが降板している。その後、ミッシー役にはアヨ・エデビリという黒人のコメディアンが起用された